# Elsie Addo Awadzi
Elsie Addo Awadzi est une avocate économique et financière internationale ghanéenne. Elle a été nommée deuxième vice-gouverneure de la Banque du Ghana en février 2018, la deuxième femme à occuper ce poste.

## Éducation
Addo est diplômée de l'université du Ghana avec un diplôme en droit et un MBA en finance. Elle a ensuite poursuivi ses études au Georgetown University Law Center (en) où elle a acquis une maîtrise en droit des affaires et du droit économique international,,,.  

## Carrière
Addo a travaillé en tant que commissaire de la Securities and Exchange Commission du Ghana pendant six ans, puis en tant que conseil principal du Département juridique du Fonds monétaire international (Unité du droit financier et fiscal) où elle a donné des conseils sur les réformes du secteur financier dans le contexte de la surveillance du FMI, des prêts et activités d'assistance technique. Elle avait plus de 20 ans d'expérience en travaillant à divers titres au Ghana, au Japon, en Afrique du Sud et au Royaume-Uni,, lorsqu'elle était la deuxième femme à être la 2e sous-gouverneure de la Banque du Ghana. Elle a été nommée en février 2018 par Nana Akufo-Addo,,,,,,,. 

## Publications
Elle est l'auteure des ouvrages suivants: 
- Designing Legal Frameworks for Public Debt Management[14],[15]
- Resolution Frameworks for Islamic Banks[15].
- Private law underpinnings of public[15].